# Comingio Merculiano

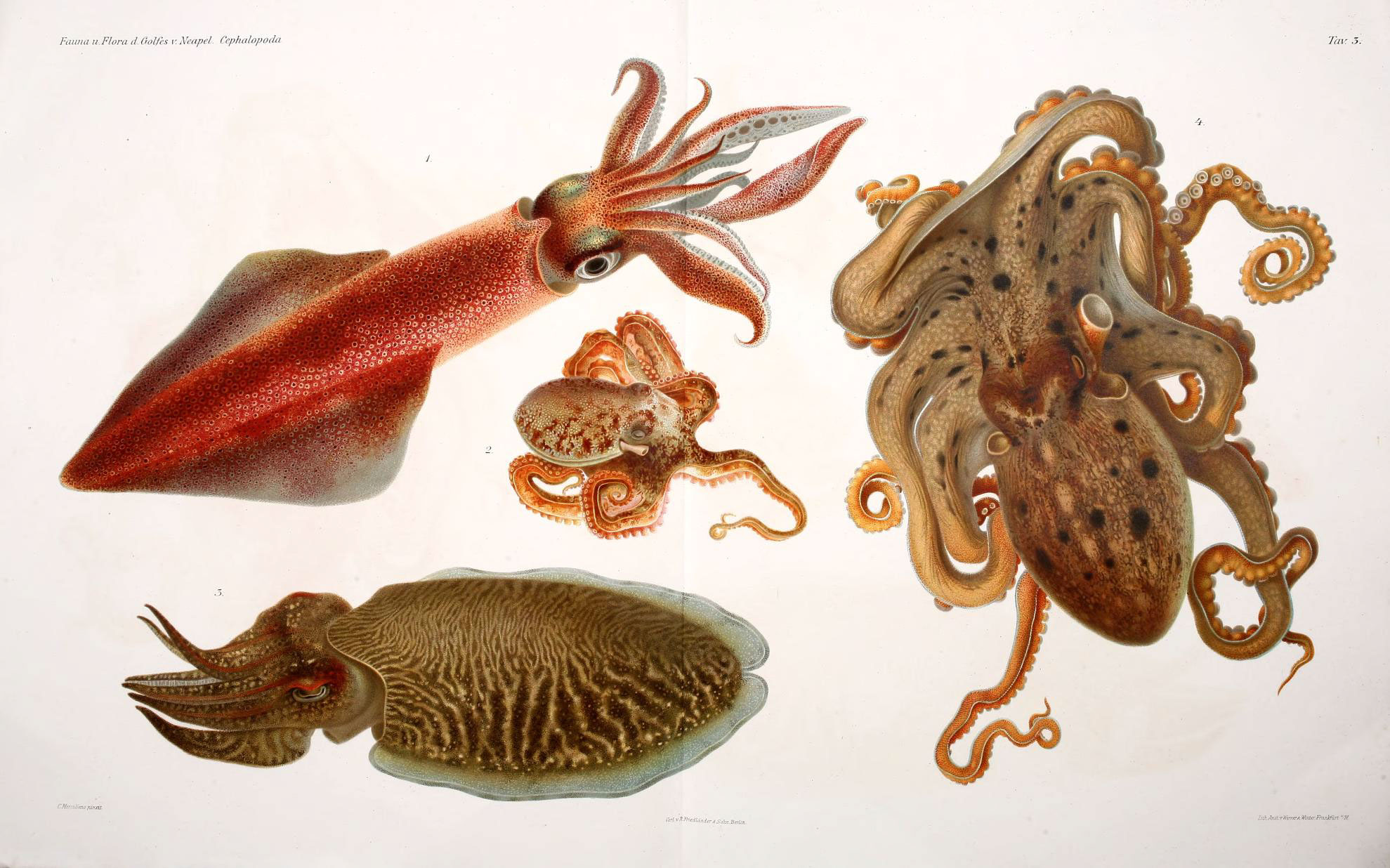
Kopffüßer aus dem Golf von Neapel, Illustration für Giuseppe Jatta: I Cefalopodi viventi nel Golfo di Napoli (1896)

Comingio Merculiano (* 29. August 1845 in Neapel; † 1915 ebenda) war ein italienischer Zeichner und Illustrator.
Comingio Merculiano studierte an der Accademia di belle arti di Napoli. Ab 1885 arbeitete er als Illustrator an der Zoologischen Station Neapel bei Anton Dohrn. Dort fertigte er beispielsweise die Illustrationen für Giuseppe Jattas Buch I Cefalopodi viventi nel Golfo di Napoli (1896). Seine Illustration von Seeanemonen wurden etwa 1893 in Richard Lydekkers The Royal Natural History und 1890 in Brehms Tierleben abgedruckt.
Daneben zeichnete er Ansichten des Golfs von Neapel.
Sein Bruder war der Bildhauer Giacomo Merculiano (1859–1935).